# Koblenz Open 2019
Il Koblenz Open 2019 è stato un torneo maschile tennis professionistico. È stata la 3ª edizione del torneo, facente parte della categoria Challenger 80 nell'ambito dell'ATP Challenger Tour 2019, con un montepremi di 46 600 €. Si è giocato dal 14 al 20 gennaio 2019 sui campi in cemento indoor della CGM Arena di Coblenza, in Germania.

## Partecipanti

### Teste di serie
| Nazionalità | Giocatore         | Ranking* | Testa di serie |
| ----------- | ----------------- | -------- | -------------- |
| Norvegia    | Casper Ruud       | 111      | 1              |
| Germania    | Yannick Maden     | 125      | 2              |
| Russia      | Alexey Vatutin    | 175      | 3              |
| Italia      | Andrea Arnaboldi  | 178      | 4              |
| Germania    | Daniel Brands     | 183      | 5              |
| Regno Unito | James Ward        | 187      | 6              |
| Svezia      | Mikael Ymer       | 196      | 7              |
| Belgio      | Arthur De Greef   | 200      | 8              |
| Rep. Ceca   | Adam Pavlásek     | 203      | 9              |
| Germania    | Tobias Kamke      | 214      | 10             |
| Slovacchia  | Filip Horanský    | 218      | 11             |
| Francia     | Kenny de Schepper | 219      | 12             |
| Rep. Ceca   | Zdeněk Kolář      | 220      | 13             |
| Paesi Bassi | Tallon Griekspoor | 234      | 14             |
| Paesi Bassi | Thiemo de Bakker  | 243      | 15             |
| Bielorussia | Uladzimir Ignatik | 256      | 16             |

- Ranking al 7 gennaio 2019.

### Altri partecipanti
I seguenti giocatori hanno ricevuto una wild card per il tabellone principale:
- Marek Gengel
- Johannes Härteis
- Benjamin Hassan
- Kai Lemstra
- Julian Lenz

Il seguente giocatore è entrato in tabellone con il ranking protetto:
- Michał Przysiężny

I seguenti giocatori hanno utilizzato il loro ranking ITF per entrare nel tabellone principale:
- Javier Barranco Cosano
- Raul Brancaccio
- Peter Heller
- Roman Safiullin

I seguenti giocatori sono passati dalle qualificazioni:
- Peter Torebko
- Louis Wessels

I seguenti giocatori sono entrati in tabellone come lucky loser:
- Riccardo Bonadio
- Bastien Presuhn

## Punti e montepremi
| Torneo    | Torneo              | V     | F     | SF    | QF    | 3T  | 2T  | 1T  | Q | Q1 |
| Singolare | Punti               | 80    | 48    | 29    | 15    | 7   | 3   | 0   | 0 | 0  |
| Singolare | Premi in denaro (€) | 6 190 | 3 650 | 2 160 | 1 260 | 730 | 450 | 225 | – | –  |
| Doppio    | Punti               | 80    | 48    | 29    | 15    | –   | –   | 0   | – | –  |
| Doppio    | Premi in denaro (€) | 2 670 | 1 550 | 930   | 550   | –   | –   | 310 | – | –  |

## Campioni

### Singolare
Gianluca Mager ha sconfitto in finale  Roberto Ortega Olmedo con il punteggio di 2–6, 7–6(6), 6–2..

### Doppio
Zdeněk Kolář /  Adam Pavlásek hanno sconfitto in finale  Jürgen Melzer /  Filip Polášek con il punteggio di 6–3, 6–4.